# Liscard
Liscard är en stadsdel i Wallasey, i distriktet Wirral, i grevskapet Merseyside, i England. Ward hade 15 510 invånare år 2021. Liscard var en civil parish från 1866 till 1912 då den blev en del av Wallasey. Civil parish hade 38 659 invånare år 1911.